# Langueyú
Langueyú es una localidad del Partido de Ayacucho, al sudeste de la provincia de Buenos Aires, Argentina.
Se ubica sobre las vías del Ferrocarril General Roca, en el ramal entre Chas y Ayacucho, y cuenta con su estación homónima, que es una instalación provisional hecha con viejos coches de madera.

## Población
Durante los censos nacionales del INDEC de 2001 y 2010 fue considerada como población rural dispersa.